# 瓜纳卡斯特自然保护区
瓜纳卡斯特自然保护区（西班牙語：Área de conservación Guanacaste）是哥斯达黎加西北部瓜纳卡斯特省的一组保护区和世界自然遗产。该世界遗产包括一片未受破坏的热带旱生林，是一些濒危物种的重要栖息地，包括中美貘、红树林蜂鸟鸟和大绿金刚鹦鹉。保护区内有超过7,000种植物和900种脊椎动物物种。

## 地理
截至2004年，该保护区总面积为1,470平方（570平方英里）。该保护区始于1971年建立的聖羅薩國家公園，几十年来，周边土地陆续被购买，附近的国家公园也与不断扩大的保护区连接，使瓜纳卡斯特保护区逐渐扩大到丰富多样的热带旱生林、雨林、云雾林和海洋栖息地。该保护区含有哥斯达黎加约三分之二的濒危动物。
该地区从太平洋海岸穿过最高峰达1,916（6,286英尺）的林孔德拉別哈火山，一直延伸到加勒比海一侧的低地，北部与尼加拉瓜接壤。并由众多栖息地组成。该地区生物多样性极为丰富，拥有数以万计的昆虫物种，还有中美貘、美洲豹、長尾虎貓和虎猫等大型哺乳动物。该地还有大約500种鸟类，包括濒危的红树林蜂鸟和大绿金刚鹦鹉。
该保护区于1994年正式成为国家保护区系统（SINAC）的一部分，1999年入选世界遗产。2004年，该世界遗产的范围被扩展，新增一块位于圣埃伦娜雨林的私人土地，面积为15,000公頃（150平方）。

### 组成部分
被列为世界遗产的部分包括：
- 聖羅薩國家公園
- 瓜納卡斯特國家公園
- 林孔德拉別哈火山國家公園
- 洪基亚尔野生动物保护区（英语：Junquillal Bay Wildlife Refuge）